# Lista de artilheiros da Copa Libertadores da América

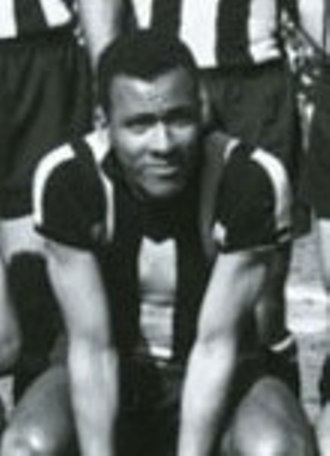
O equatoriano Alberto Spencer é o maior artilheiro da Taça Libertadores, com 54 gols, pelo Peñarol e Barcelona-EQU, sendo artilheiros em duas edições pelo clube uruguaio

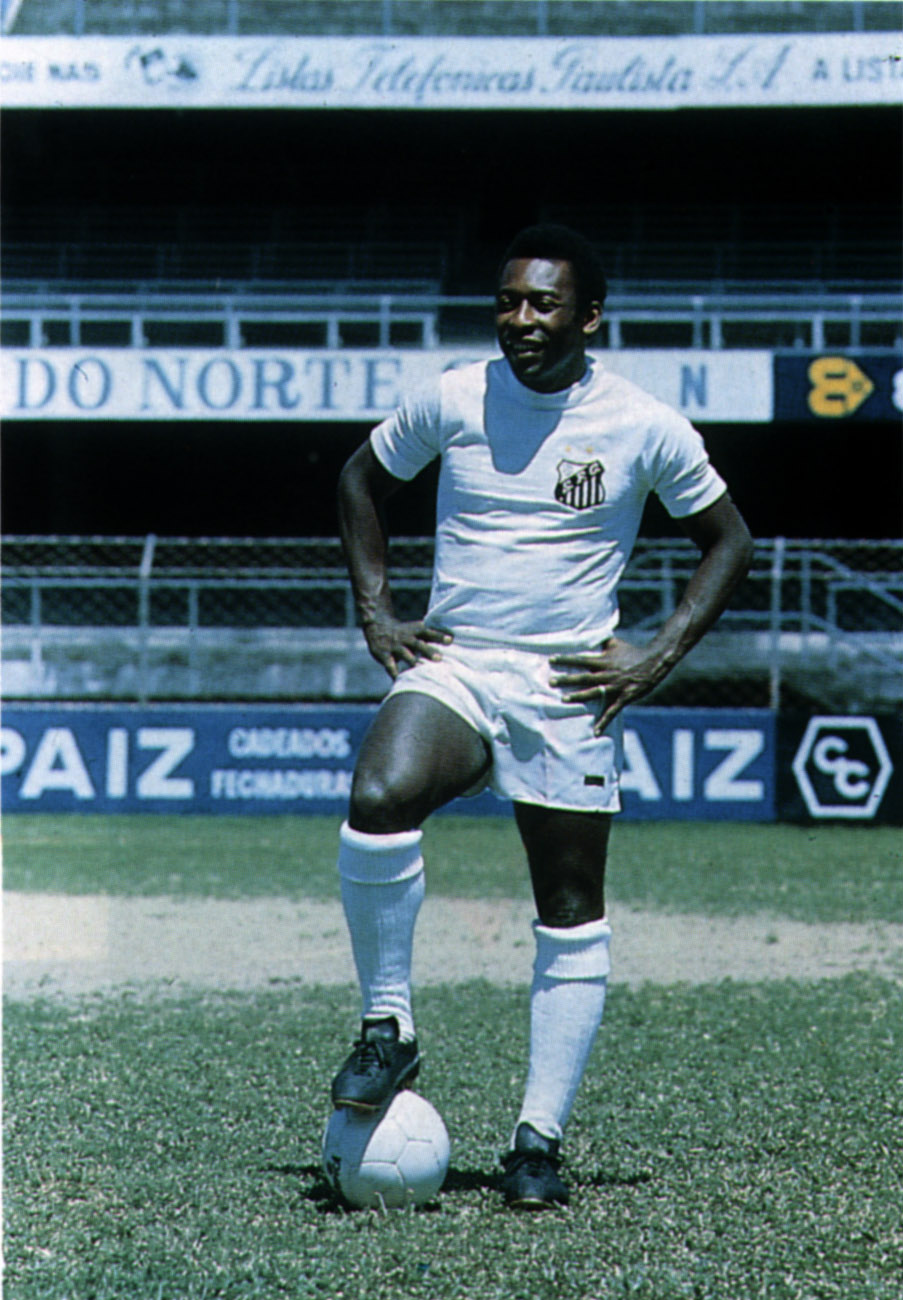
Pelé foi o principal nome do clube brasileiro Santos nas conquistas das Libertadores de 1962 e 1963, além de ter sido o artilheiro em 1965 com 7 gols marcados.

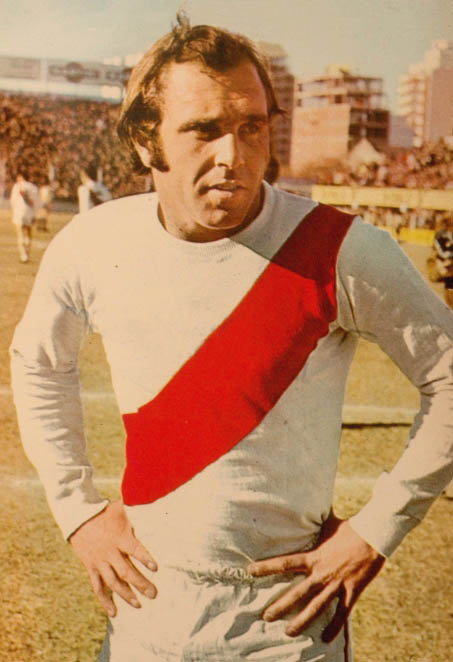
O argentino Daniel Onega (aqui, em foto de 1970, quando atuava pelo River Plate) é o recordista em gols em uma única edição da Libertadores, tendo marcado 17 gols na Libertadores de 1966.

Esta é uma lista de artilheiros da Copa Libertadores da América, por edição e no geral.
O maior artilheiro da história da competição, o atacante equatoriano Alberto Spencer, marcou 54 gols entre 1960 e 1972, detendo o recorde por mais de 50 anos.

## Maiores artilheiros da história
| N°  | Jogador             | Ano                              | Clube(s)                                                                                          | Gols |
| --- | ------------------- | -------------------------------- | ------------------------------------------------------------------------------------------------- | ---- |
| 1º  | Alberto Spencer     | 1960–70 1971–72                  | Peñarol (48) Barcelona (6)                                                                        | 54   |
| 2º  | Fernando Morena     | 1973–86                          | Peñarol (37)                                                                                      | 37   |
| 3º  | Pedro Rocha         | 1963–70 1972–74 1979             | Peñarol (25) São Paulo (10) Palmeiras (1)                                                         | 36   |
| 4º  | Daniel Onega        | 1966–70                          | River Plate (31)                                                                                  | 31   |
| 4º  | Gabriel Barbosa     | 2018 2019–23                     | Santos (1) Flamengo (30)                                                                          | 31   |
| 6º  | Julio Morales       | 1966–81                          | Nacional (30)                                                                                     | 30   |
| 6º  | Lucas Pratto        | 2011 2012–14 2015–16 2018–22     | Universidad Católica (6) Vélez Sarsfield (8) Atlético Mineiro (7) River Plate (9)                 | 30   |
| 6º  | Miguel Borja        | 2016 2017–19 2020–22 2023–24     | Atlético Nacional (5) Palmeiras (11) Júnior (7) River Plate (7)                                   | 30   |
| 9º  | Luizão              | 1998–99 2000 2002 2005           | Vasco da Gama (8) Corinthians (15) Grêmio (1) São Paulo (5)                                       | 29   |
| 9º  | Juan Carlos Sarnari | 1966–67 1968–69 1972 1976        | River Plate (10) Universidad Católica (12) Universidad de Chile (4) Independiente de Santa Fe (3) | 29   |
| 9º  | Antony de Ávila     | 1983–96 1998                     | América de Cali (27) Barcelona (2)                                                                | 29   |
| 12º | Luis Artime         | 1966, 1968 1970–72, 1974         | Independiente (8) Nacional (20)                                                                   | 28   |
| 12º | Alberto Acosta      | 1988–92, 2002 1994 1995–97       | San Lorenzo (8) Boca Juniors (2) Universidad Católica (18)                                        | 28   |
| 14º | Oswaldo Ramírez     | 1967 1971–72, 1975 1978, 1980–81 | Sport Boys (4) Universitario (15) Sporting Cristal (8)                                            | 27   |
| 15º | Carlos Tévez        | 2001–04, 2016–21 2005–06         | Boca Juniors (22) Corinthians (4)                                                                 | 26   |
| 16º | Palhinha            | 1975–76 1977 1981                | Cruzeiro (20) Corinthians (3) Atlético Mineiro (2)                                                | 25   |
| 16º | Fred                | 2011–13, 2021 2017 2019          | Fluminense (15) Atlético Mineiro (6) Cruzeiro (4)                                                 | 25   |
| 16º | Juan Carlos Sánchez | 1983–85 1986 1992                | Blooming (16) Wilstermann (8) San José (1)                                                        | 25   |
| 16º | Juan Román Riquelme | 2000–02, 07–09,12-13             | Boca Juniors (25)                                                                                 | 25   |

## Artilheiros por edição

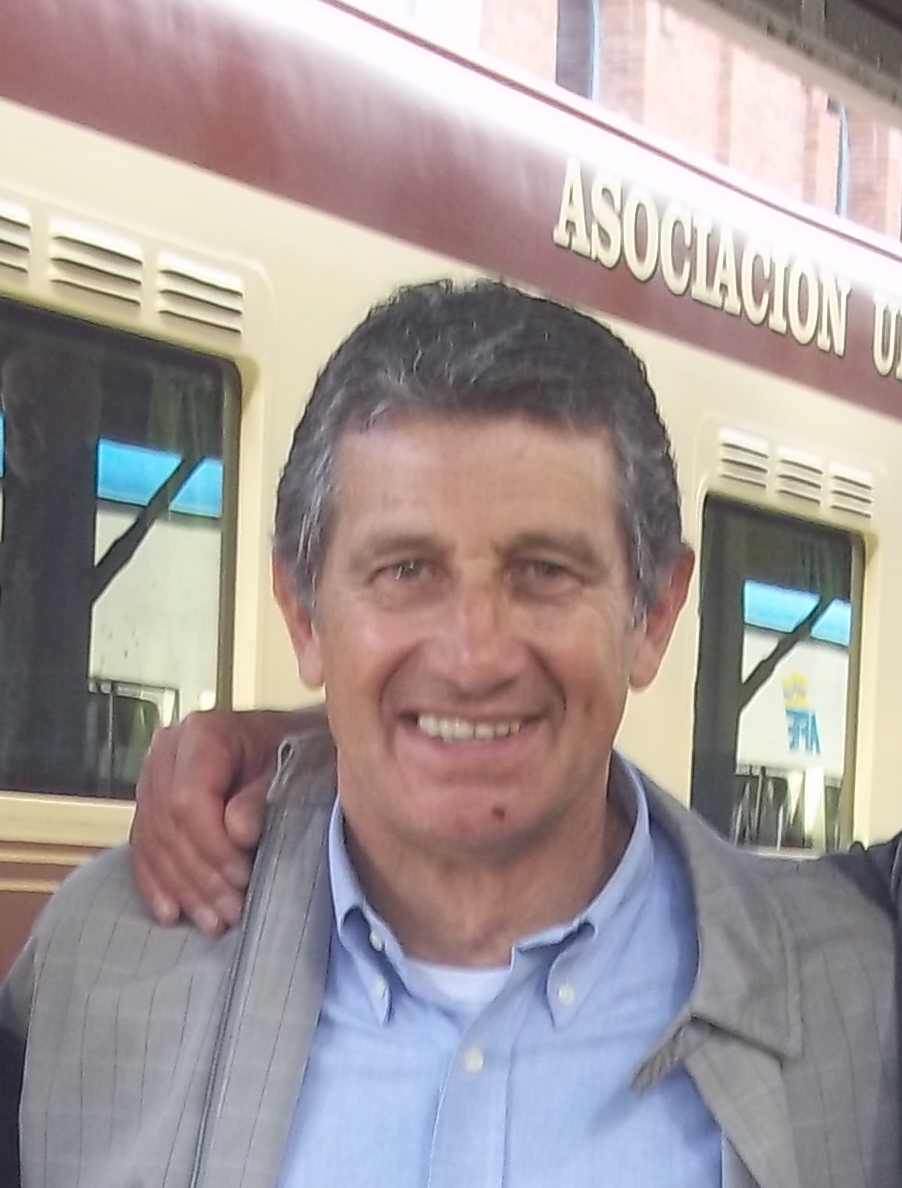
Fernando Morena é o único jogador três vezes artilheiro da competição: 1974, 1975 e 1982.

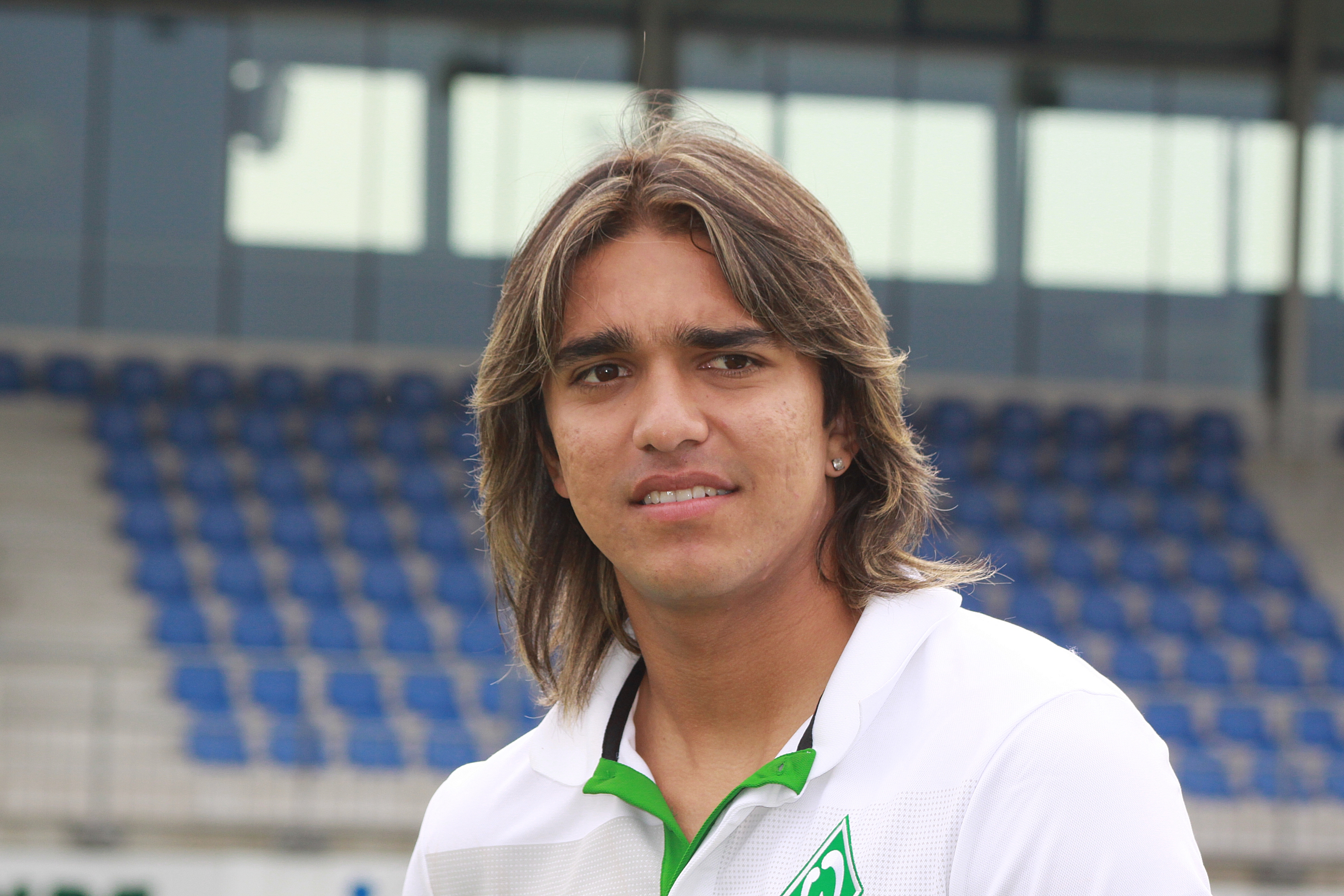
Marcelo Moreno foi o primeiro boliviano a ser artilheiro da Libertadores, na edição de 2008.

* Artilheiro e clube campeão da edição.
| Edição | Jogador               | Clube                  | Gols |
| ------ | --------------------- | ---------------------- | ---- |
| 1960   | Alberto Spencer*      | Peñarol                | 13   |
| 1961   | Osvaldo Panzutto      | Santa Fe               | 4    |
| 1962   | Alberto Spencer       | Peñarol                | 6    |
| 1962   | Coutinho*             | Santos                 | 6    |
| 1962   | Enrique Raymondi      | Emelec                 | 6    |
| 1963   | José Sanfilippo       | Boca Juniors           | 7    |
| 1964   | Mario Rodríguez*      | Independiente          | 6    |
| 1965   | Pelé                  | Santos                 | 7    |
| 1966   | Daniel Onega          | River Plate            | 17   |
| 1967   | Norberto Raffo*       | Racing                 | 14   |
| 1968   | Tupãzinho             | Palmeiras              | 11   |
| 1969   | Alberto Ferrero       | Santiago Wanderers     | 8    |
| 1970   | Francisco Bertocchi   | LDU Quito              | 9    |
| 1970   | Oscar Más             | River Plate            | 9    |
| 1971   | Luis Artime*          | Nacional               | 10   |
| 1971   | Raúl Castronovo       | Peñarol                | 10   |
| 1972   | Oswaldo Ramírez       | Universitario          | 6    |
| 1972   | Percy Rojas           | Alianza Lima           | 6    |
| 1972   | Teófilo Cubillas      | Alianza Lima           | 6    |
| 1972   | Toninho Guerreiro     | São Paulo              | 6    |
| 1973   | Carlos Caszely        | Colo-Colo              | 9    |
| 1974   | Fernando Morena       | Peñarol                | 7    |
| 1974   | Pedro Rocha           | São Paulo              | 7    |
| 1974   | Terto                 | São Paulo              | 7    |
| 1975   | Fernando Morena       | Peñarol                | 8    |
| 1975   | Oswaldo Ramírez       | Universitario          | 8    |
| 1976   | Palhinha*             | Cruzeiro               | 13   |
| 1977   | Néstor Scotta         | Deportivo Cali         | 5    |
| 1978   | Guillermo La Rosa     | Alianza Lima           | 8    |
| 1978   | Néstor Scotta         | Deportivo Cali         | 8    |
| 1979   | Juan José Oré         | Universitario          | 6    |
| 1979   | Miltão                | Guarani                | 6    |
| 1980   | Waldemar Victorino*   | Nacional               | 6    |
| 1981   | Zico*                 | Flamengo               | 11   |
| 1982   | Fernando Morena*      | Peñarol                | 7    |
| 1983   | Roberto Luzardo       | Nacional               | 8    |
| 1984   | Tita                  | Flamengo               | 8    |
| 1985   | Juan Carlos Sánchez   | Blooming               | 11   |
| 1986   | Juan Carlos de Lima   | Deportivo Quito        | 9    |
| 1987   | Ricardo Gareca        | América de Cali        | 7    |
| 1988   | Arnoldo Iguarán       | Millonarios            | 5    |
| 1989   | Carlos Aguilera       | Peñarol                | 10   |
| 1989   | Raúl Vicente Amarilla | Olimpia                | 10   |
| 1990   | Adriano Samaniego*    | Olimpia                | 7    |
| 1991   | Gaúcho                | Flamengo               | 8    |
| 1992   | Palhinha*             | São Paulo              | 7    |
| 1993   | Juan Carlos Almada    | Universidad Católica   | 9    |
| 1994   | Stalin Rivas          | Minervén               | 7    |
| 1995   | Jardel*               | Grêmio                 | 12   |
| 1996   | Antony de Ávila       | América de Cali        | 11   |
| 1997   | Alberto Acosta        | Universidad Católica   | 11   |
| 1998   | Sérgio João           | Bolívar                | 10   |
| 1999   | Fernando Baiano       | Corinthians            | 6    |
| 1999   | Gauchinho             | Cerro Porteño          | 6    |
| 1999   | Rubén Sosa            | Nacional               | 6    |
| 1999   | Ruberth Morán         | Estudiantes de Mérida  | 6    |
| 1999   | Víctor Bonilla        | Deportivo Cali         | 6    |
| 2000   | Luizão                | Corinthians            | 15   |
| 2001   | Lopes                 | Palmeiras              | 9    |
| 2002   | Rodrigo Mendes        | Grêmio                 | 10   |
| 2003   | Marcelo Delgado*      | Boca Juniors           | 9    |
| 2003   | Ricardo Oliveira      | Santos                 | 9    |
| 2004   | Luís Fabiano          | São Paulo              | 8    |
| 2005   | Santiago Salcedo      | Cerro Porteño          | 9    |
| 2006   | Agustín Delgado       | LDU Quito              | 5    |
| 2006   | Aloísio               | São Paulo              | 5    |
| 2006   | Daniel Montenegro     | River Plate            | 5    |
| 2006   | Ernesto Farías        | River Plate            | 5    |
| 2006   | Félix Borja           | El Nacional            | 5    |
| 2006   | Fernandão*            | Internacional          | 5    |
| 2006   | Jorge Quinteros       | Universidad Católica   | 5    |
| 2006   | José Luis Calderón    | Estudiantes            | 5    |
| 2006   | Marcinho              | Palmeiras              | 5    |
| 2006   | Mariano Pavone        | Estudiantes            | 5    |
| 2006   | Nilmar                | Corinthians            | 5    |
| 2006   | Patricio Urrutia      | LDU Quito              | 5    |
| 2006   | Sebastián Ereros      | Vélez Sársfield        | 5    |
| 2006   | Washington            | Palmeiras              | 5    |
| 2007   | Salvador Cabañas      | América                | 10   |
| 2008   | Marcelo Moreno        | Cruzeiro               | 8    |
| 2008   | Salvador Cabañas      | América                | 8    |
| 2009   | Mauro Boselli*        | Estudiantes            | 8    |
| 2010   | Thiago Ribeiro        | Cruzeiro               | 8    |
| 2011   | Roberto Nanni         | Cerro Porteño          | 7    |
| 2011   | Wallyson              | Cruzeiro               | 7    |
| 2012   | Matías Alustiza       | Deportivo Quito        | 8    |
| 2012   | Neymar                | Santos                 | 8    |
| 2013   | Jô*                   | Atlético Mineiro       | 7    |
| 2014   | Julio dos Santos      | Cerro Porteño          | 5    |
| 2014   | Nicolás Olivera       | Defensor Sporting      | 5    |
| 2015   | Gustavo Bou           | Racing                 | 8    |
| 2016   | Jonathan Calleri      | São Paulo              | 9    |
| 2017   | José Sand             | Lanús                  | 9    |
| 2018   | Miguel Borja          | Palmeiras              | 9    |
| 2018   | Wilson Morelo         | Santa Fe               | 9    |
| 2019   | Gabriel Barbosa*      | Flamengo               | 9    |
| 2020   | Fidel Martínez        | Barcelona de Guayaquil | 8    |
| 2021   | Gabriel Barbosa       | Flamengo               | 11   |
| 2022   | Pedro*                | Flamengo               | 12   |
| 2023   | Germán Cano*          | Fluminense             | 13   |
| 2024   | Júnior Santos*        | Botafogo               | 10   |

### Por jogador
| Jogador          | Nº | Edições           |
| ---------------- | -- | ----------------- |
| Fernando Morena  | 3  | 1974, 1975 e 1982 |
| Alberto Spencer  | 2  | 1960 e 1962       |
| Néstor Scotta    | 2  | 1977 e 1978       |
| Salvador Cabañas | 2  | 2007 e 2008       |
| Gabriel Barbosa  | 2  | 2019 e 2021       |

### Por país
| País      | Nº | Edições |
| --------- | -- | --- |
| Brasil    | 27 | 1962, 1965, 1968, 1972, 1974, 1976, 1979, 1981, 1984, 1991, 1992, 1995, 1998, 1999 (2), 2000, 2001, 2002, 2003, 2004, 2006 (5), 2010, 2011, 2012, 2013, 2019, 2021, 2022 e 2024 |
| Argentina | 22 | 1961, 1963, 1964, 1966, 1967, 1970, 1971 (2), 1977, 1978, 1985, 1987, 1993, 1997, 2003, 2006 (6), 2009, 2011, 2012, 2015, 2016, 2017 e 2023                                     |
| Uruguai   | 11 | 1969, 1970, 1974 (2), 1975, 1980, 1982, 1983, 1986, 1989, 1999 e 2014 |
| Paraguai  | 6  | 1989, 1990, 2005, 2007, 2008 e 2014 |
| Peru      | 4  | 1972 (3), 1975, 1978 e 1979 |
| Colômbia  | 4  | 1988, 1996, 1999 e 2018 (2) |
| Equador   | 4  | 1960, 1962 (2), 2006 (2) e 2020 |
| Venezuela | 2  | 1994 e 1999 |
| Chile     | 1  | 1973 |
| Bolívia   | 1  | 2008 |

### Por clube
| Clube                  | Nº | Edições                                   |
| ---------------------- | -- | ----------------------------------------- |
| Peñarol                | 7  | 1960, 1962, 1971, 1974, 1975, 1982 e 1989 |
| São Paulo              | 6  | 1972, 1974 (2), 1992, 2004, 2006 e 2016   |
| Flamengo               | 6  | 1981, 1984, 1991, 2019, 2021 e 2022       |
| Santos                 | 4  | 1962, 1965, 2003 e 2012                   |
| Palmeiras              | 4  | 1968, 2001, 2006 (2) e 2018               |
| Nacional               | 4  | 1971, 1980, 1983 e 1999                   |
| Cruzeiro               | 4  | 1976, 2008, 2010 e 2011                   |
| Cerro Porteño          | 4  | 1999, 2005, 2011 e 2014                   |
| River Plate            | 3  | 1966, 1970 e 2006 (2)                     |
| Universitario          | 3  | 1972, 1975 e 1979                         |
| Deportivo Cali         | 3  | 1977, 1978 e 1999                         |
| Universidad Católica   | 3  | 1993, 1997 e 2006                         |
| Corinthians            | 3  | 1999, 2000 e 2006                         |
| Santa Fe               | 2  | 1961 e 2018                               |
| Boca Juniors           | 2  | 1963 e 2003                               |
| Racing                 | 2  | 1967 e 2015                               |
| LDU Quito              | 2  | 1970 e 2006                               |
| Alianza Lima           | 2  | 1972 (2) e 1978                           |
| Deportivo Quito        | 2  | 1986 e 2012                               |
| América de Cali        | 2  | 1987 e 1996                               |
| Olimpia                | 2  | 1989 e 1990                               |
| Grêmio                 | 2  | 1995 e 2002                               |
| Estudiantes            | 2  | 2006 (2) e 2009                           |
| América                | 2  | 2007 e 2008                               |
| Emelec                 | 1  | 1962                                      |
| Independiente          | 1  | 1964                                      |
| Santiago Wanderers     | 1  | 1969                                      |
| Colo-Colo              | 1  | 1973                                      |
| Guarani                | 1  | 1979                                      |
| Blooming               | 1  | 1985                                      |
| Minervén               | 1  | 1994                                      |
| Bolívar                | 1  | 1998                                      |
| Estudiantes de Mérida  | 1  | 1999                                      |
| El Nacional            | 1  | 2006                                      |
| Atlético Mineiro       | 1  | 2013                                      |
| Lanús                  | 1  | 2017                                      |
| Barcelona de Guayaquil | 1  | 2020                                      |
| Fluminense             | 1  | 2023                                      |
| Botafogo               | 1  | 2024                                      |

## Maiores artilheiros brasileiros
Obs.: Em negrito estão marcados os jogadores ainda em atividade.
- Atualizado em 26/08/2024.

| N°  | Jogador            | Ano(s)                               | Clube(s)               | Gols |
| --- | ------------------ | ------------------------------------ | ---------------------- | ---- |
| 1º  | Gabriel Barbosa    | 2018                                 | Santos (1)             | 31   |
| 1º  | Gabriel Barbosa    | 2019 - 2024                          | Flamengo (30)          | 31   |
| 2º  | Luizão             | 1998 - 1999                          | Vasco da Gama (8)      | 29   |
| 2º  | Luizão             | 2000                                 | Corinthians (15)       | 29   |
| 2º  | Luizão             | 2002                                 | Grêmio (1)             | 29   |
| 2º  | Luizão             | 2005                                 | São Paulo (5)          | 29   |
| 3º  | Fred               | 2011 - 2013; 2021                    | Fluminense (15)        | 25   |
| 3º  | Fred               | 2017                                 | Atlético Mineiro (6)   | 25   |
| 3º  | Fred               | 2019                                 | Cruzeiro (4)           | 25   |
| 3º  | Palhinha           | 1975 - 1976                          | Cruzeiro (20)          | 25   |
| 3º  | Palhinha           | 1977                                 | Corinthians (3)        | 25   |
| 3º  | Palhinha           | 1981                                 | Atlético Mineiro (2)   | 25   |
| 5º  | Pedro              | 2020 - 2024                          | Flamengo (24)          | 24   |
| 6º  | Rony               | 2020 - 2024                          | Palmeiras (23)         | 23   |
| 7°  | Célio Taveira      | 1967 - 1971                          | Nacional (22)          | 22   |
| 7°  | Bruno Henrique     | 2017                                 | Santos (3)             | 22   |
| 7°  | Bruno Henrique     | 2019 - 2024                          | Flamengo (19)          | 22   |
| 9º  | Jairzinho          | 1963; 1973                           | Botafogo (5)           | 21   |
| 9º  | Jairzinho          | 1976                                 | Cruzeiro (13)          | 21   |
| 9º  | Jairzinho          | 1981                                 | Jorge Willstermann (2) | 21   |
| 10º | Guilherme          | 1997 - 1998                          | Grêmio (5)             | 19   |
| 10º | Guilherme          | 1999                                 | Vasco da Gama (1)      | 19   |
| 10º | Guilherme          | 2000                                 | Atlético Mineiro (9)   | 19   |
| 10º | Guilherme          | 2004                                 | Cruzeiro (4)           | 19   |
| 10º | Ricardo Oliveira   | 2003; 2017                           | Santos (12)            | 19   |
| 10º | Ricardo Oliveira   | 2006; 2010                           | São Paulo (2)          | 19   |
| 10º | Ricardo Oliveira   | 2019                                 | Atlético Mineiro (5)   | 19   |
| 10º | Raphael Veiga      | 2019 - 2024                          | Palmeiras (19)         | 19   |
| 13º | Marcelinho Carioca | 1991; 1993                           | Flamengo (7)           | 18   |
| 13º | Marcelinho Carioca | 1996; 1999 - 2000                    | Corinthians (11)       | 18   |
| 13º | Sérgio João        | 1997 - 1998                          | Bolívar (13)           | 18   |
| 13º | Sérgio João        | 1999                                 | Jorge Willstermann (5) | 18   |
| 13º | Tita               | 1981 - 1982; 1984                    | Flamengo (10)          | 18   |
| 13º | Tita               | 1983                                 | Grêmio (5)             | 18   |
| 13º | Tita               | 1990                                 | Vasco da Gama (3)      | 18   |
| 16º | Robinho            | 2003 - 2005                          | Santos (14)            | 17   |
| 16º | Robinho            | 2016 - 2017                          | Atlético Mineiro (3)   | 17   |
| 17º | Pelé               | 1962 - 1965                          | Santos (16)            | 16   |
| 17º | Zico               | 1981 - 1984                          | Flamengo (16)          | 16   |
| 17º | Jardel             | 1995 - 1996                          | Grêmio (16)            | 16   |
| 17º | Hulk               | 2021 - 2024                          | Atlético Mineiro (16)  | 16   |
| 21º | Alex               | 1999 - 2000                          | Palmeiras (12)         | 15   |
| 21º | Alex               | 2001; 2004                           | Cruzeiro (3)           | 15   |
| 21º | Leandro Damião     | 2010 - 2012                          | Internacional (11)     | 15   |
| 21º | Leandro Damião     | 2015                                 | Cruzeiro (4)           | 15   |
| 21º | Gustavo Scarpa     | 2018 - 2022                          | Palmeiras (12)         | 15   |
| 21º | Gustavo Scarpa     | 2024                                 | Atlético Mineiro (3)   | 15   |
| 24º | Neymar             | 2011 - 2012                          | Santos (14)            | 14   |
| 24º | Rogério Ceni       | 1993 - 1994; 2004 - 2010; 2013; 2015 | São Paulo (14)         | 14   |
| 24º | Luís Fabiano       | 2004; 2013; 2015                     | São Paulo (14)         | 14   |
| 24º | Thiago Ribeiro     | 2006                                 | São Paulo (1)          | 14   |
| 24º | Thiago Ribeiro     | 2009 - 2011                          | Cruzeiro (13)          | 14   |
| 24º | Washington         | 2008                                 | Fluminense (6)         | 14   |
| 24º | Washington         | 2009 - 2010                          | São Paulo (8)          | 14   |
| 24º | Paulinho           | 2023 - 2024                          | Atlético Mineiro (14)  | 14   |